# 箱根登山鉄道ケ2形客車
箱根登山鉄道ケ2形客車（はこねとざんてつどうケ2がたきゃくしゃ）は、箱根登山鉄道（現：小田急箱根）が同社鋼索線用へ1971年（昭和46年）に投入したケーブルカー車両。鋼索線における3代目車両にあたる。

## 概要・運用
1950年（昭和25年）に導入された2代目車両ケ1形に代わる車両として登場した車両。先代の車両と定員は同数だが、扉数が2箇所に減少した他、前面の形状も2枚窓に変更された。塗装は車体の上半分が銀色、下半分が赤色、窓下に白の帯が入るというものだった。
箱根の観光ルートの一環を担う鋼索線の車両として、登場以降1990年代前半まで多数の乗客を乗せて活躍した。しかし、利用客の増加に伴いケーブルカーの待ち時間も増え、鉄道線との乗換駅である強羅駅で1時間以上待たされる事も珍しくない事態に陥った。それを受け、箱根登山鉄道は輸送力を強化するため鋼索線の大規模リニューアルを決定。それを受けて1994年（平成6年）の秋から運休を実施し、本形式も運用を終了した。翌1995年（平成7年）3月16日から、車両を4代目にあたるケ100形・200形に更新し、営業運転を開始している。